# Журелейка
Журеле́йка — село в Ардатовском районе Нижегородской области Россия. Входило в состав упраздненного Чуварлей-Майданского сельсовета. В данный момент входит в состав городского поселения рабочего поселка Ардатов.

## Этимология
Название села является искажённым Узерелейка, которое в свою очередь происходит от сложения мордовских слов у — «новый», сюре — «мутный» и лей — «овраг», «ручей», то есть «Новое поселение на мутном ручье». 
Существует также местное предание, что название села является искажённым от Журавлейка, которое произошло из-за обилия журавлей в этих болотистых местах. Однако, в данном случае, по всей видимости, данная трактовка является примером народной этимологии, поскольку в исторических документах Журавлейкой село названо лишь один раз в 1912 году, в то время как уже в документах середины XIX века оно упоминается под названием «Журелейка».

## История
Село Журелейка существует более 280 лет; его основателями были выходцы из муромского с. Карачарова— Малой, Толстой, Голой. От них и пошли самые распространенные в Журелейке фамилии: Маловы, Толстовы, Голиковы.
В XIX в. село принадлежало удельному ведомству. Этот факт хорошо сохранила память местных жителей: «земля была удельной, а крестьяне — свободные и подати платили только государству».
Согласно данным 1859 г., д. Журелейка была расположена в 8 верстах от уездного города Ардатова, по правую сторону от торгового тракта из Арзамаса в Тамбовскую губернию. Деревня относилась ко второму стану Ардатовского уезда. По сведениям 1859 г., в Журелейке насчитывалось 77 дворов, 223 жителя мужского пола и 262 женского, а всего 485 жителей.
После 1863 г. земли деревни перешли из удельного ведомства в собственность местного крестьянского общества. На полях села выращивали рожь, пшеницу, гречиху, коноплю, лен. Земельный надел в общине Журелейки распределялся по мужским душам. Общинные дела решались на сельском сходе мужчинами — главами семей, достигшими определённого возраста. Молодые мужчины, пусть даже и имевшие семьи, право голоса на сходе не получали.
Дополнительно к земледелию жители Журелейки занимались прядильным делом и витьем канатов. Впрочем, этот промысел к концу 80-х гг. XIX в. утратил свой массовый и товарный характер.
В 1897 г. в Журелейке проживало 587 человек — 261 местный и 6 пришлых мужчин, 317 местных, 3 пришлые женщины.
В начале XX в. здесь вел бакалейно-галантерейную торговлю И. Е. Толстов. Помнят старожилы и о нескольких частных мельницах, работавших в селе.
Рассказывают и о том, что здесь действовали молитвенные дома старообрядцев и православная церковь с церковно-приходской школой (согласно данным 1859 г., храма в селе не было, видимо, он был построен позже). При советской власти церковь была разрушена, а молитвенные дома просуществовали до 1960-х гг.
В 1912 г. в селе насчитывалось 689 жителей, 936 голов домашнего скота, 124 двора, объединенные в одно крестьянское общество. Село входило в состав Кужендеевской волости.
Советская власть на селе устанавливалась мирным путем. Период её установления был затянутым и продолжался всю Гражданскую войну и последующие годы.
Большую активность проявили при этом местные жители— Григорий Михайлович Солодухин и Никита Ганяев, впоследствии участник Гражданской войны. В Журелейке был создан комитет бедноты во главе с Егором Федоровичем Косухиным.
После Гражданской войны коммунисты, и в первую очередь Николай Васильевич Живов, взялись за укрепление советской власти в селе.
В 1931 г. был создан колхоз «Ударник», возглавил его Куров, секретарем партячейки стал Василий Семенович Беляков. Первоначально в колхоз вошло 10 семей (С. П. Суслов, И. Е. Суслов, И Я. Кузнецов и др.).
Процесс раскулачивания проходил болезненно, у кулаков отбирали все имущество, а самих выселяли. Списки кулаков составлялись очень просто: по наличию у крестьянина «пятистенного дома и железной крыши».
В 1932 г. в колхоз вступили все крестьяне села, в том году из Ардатовской МТС прислали трактор. П. А. Пимкин, П. И. Суслов, В. И. Малов стали первыми трактористами в селе.
Во время Великой Отечественной войны 70 жителей Журелейки воевало на фронте.
В 1955 г. колхоз «Ударник» слили с колхозом с. Сиязьма «Красный Октябрь».
В 1960 г. к колхозу присоединились хозяйства с. Карманейка, д. Щиповки, с. Березовка, позднее с. Дубовка.
В 1962 г. колхоз «Красный Октябрь» был преобразован в совхоз «Журелейский».
В 1978 г. в селе числилось 103 дома, проживало 370 человек.
В 1985 г. село Дубовка было передано заводу «Сапфир» (р. п. Ардатов) в подсобное хозяйство.
В 1992 г. совхоз преобразован в акционерное общество закрытого типа.
В селе имелись магазин, восьмилетняя школа, библиотека, медпункт, строился Дом культуры; местные жители имели приусадебные участки площадью от 20 соток до одного гектара.

## Географическое положение
Село Журелейка находится на юго-западе Нижегородской области России к югу от автомобильной дороги Ардатов — Чуварлей-Майдан. Расстояние от села до административного центра муниципального округа Ардатова — 7 км на северо-восток. Село также соединено просёлочными дорогами на северо-востоке с селом Кужендеево (расстояние 4 км), на юге — с селом Кармалейкой (3 км) и покинутой деревней Щиповкой (3 км), на западе — с селом Сиязьмой (3 км). Высота над уровнем моря около 179 метров.
Село Журелейка, как и вся Нижегородская область, находится в часовой зоне МСК (московское время). Смещение применяемого времени относительно UTC составляет +3:00.

## Административная принадлежность
Село Журелейка входит в состав административно-территориального образования Рабочий посёлок Ардатов Ардатовского муниципального округа Нижегородской области Российской Федерации.

## Климат
Село находится в зоне умеренно-континентального климата, который характеризуется холодной продолжительной зимой и тёплым, но достаточно коротким летом. За год выпадает в среднем 450—550 мм осадков, из них 68 % — в виде дождя и 32 % — в виде снега. Среднегодовая относительная влажность воздуха — 76 %. Снежный покров достигает 50 см, а в особо снежные зимы может достигать одного метра и более.
Весна приходит резко, обычно к середине апреля, при этом вплоть до середины мая нередки заморозки. Лето сравнительно короткое и достаточно жаркое — в отдельные годы температура может достигать 36 °C. Шапка лета приходится на июль. В конце весны и лета нередки грозы — их может случаться до 20 за год, почти каждый год выпадает град. Осень приходит в сентябре и стоит до начала ноября, но уже в сентябре нередки заморозки. Зима наступает в начале ноября и продолжается до середины марта. Обычно первый снег выпадает в октябре и держится в течение пяти месяцев, сходит к 10—15 апреля. Почва промерзает на глубину 70—90 см.
Вегетационный период составляет 189 дней, продолжительность безморозного периода — 137 дней.

## Население
| Численность населения | Численность населения | Численность населения | Численность населения | Численность населения | Численность населения | Численность населения | Численность населения | Численность населения | Численность населения | Численность населения | Численность населения |
| 1719                  | 1721                  | 1859                  | 1897                  | 1912                  | 1916                  | 1978                  | 1992                  | 1999                  | 2002                  | 2010                  | 2021                  |
| --------------------- | --------------------- | --------------------- | --------------------- | --------------------- | --------------------- | --------------------- | --------------------- | --------------------- | --------------------- | --------------------- | --------------------- |
| 145                   | ↗161                  | ↗485                  | ↗587                  | ↗689                  | →689                  | ↘370                  | ↗429                  | ↘405                  | ↘376                  | ↘302                  | ↘256                  |

## Инфраструктура
В селе три улицы: Молодёжная, Садовая и Цветочная.